# 遠藤真弓
遠藤 真弓（えんどう まゆみ、1968年 - ）は、日本の俳優、政治家（岡谷市議会議員）。長野県岡谷市出身。

## 経歴
長野県諏訪二葉高等学校を経て、文学座俳優養成研修所、前進座俳優養成研修所卒。
1990年、『子午線の祀り』（木下順二作）第四次公演にて舞姫役で初舞台を踏む。
2004年・2009年、『と川石人語り』（市川一雄作）一人芝居（カノラホール、東京芸術劇場小ホール）

2015年に岡谷市議会議員選挙に立候補し当選。2019年、再選。2期務める。

2024年2月、『と川石人語り』一人芝居（下諏訪文化センター）。

## 出演
- 『子午線の祀り』（1990年） - 舞姫 役
- 『と川石人語り』（市川一雄作、2004年・2009年・2024年2月） - 一人芝居